# Kattesjö (Tranemo socken, Västergötland)
Kattesjö är en sjö i Tranemo kommun i Västergötland och ingår i Ätrans huvudavrinningsområde.